# Keiichi Kodaira
Keiichi Kodaira (jap. 小平 桂一, Kodaira Keiichi; * 20. Februar 1937 in der Präfektur Tokio) ist ein japanischer Astrophysiker.
Er studierte zunächst Physik an der Universität Tokio. Im Anschluss studierte er von 1959 bis 1961 Astronomie und erhielt ein Stipendium, das ihm ermöglichte, an der Universität Kiel die Forschung für seinen Ph.D. zu beenden. 1964 wurde er schließlich für seine Forschungsarbeit am Institut für Theoretische Physik der Universität Kiel promoviert. Kodaira arbeitete anschließend am National Astronomical Observatory of Japan und erhielt für seine spektroskopischen und photometrischen Untersuchungen von Sternen den Doktortitel der Universität Tokio. Weitere Forschung auf diesem Gebiet betrieb er von 1967 bis 1969 am California Institute of Technology.
Seit 1971 gibt Kodaira ebenfalls Lehrveranstaltungen und lehrte von 1972 bis 1973 an der Universität Heidelberg als Gastprofessor. Anschließend untersuchte er die chemische Zusammensetzung von Sternen und war zunächst Vizepräsident der Internationalen Astronomischen Union (IAU). Von 1982 bis 1985 war er schließlich Vorsitzender der Kommission Nr. 36 (Theorie der Sternatmosphären) der IAU.
Kodairas Interesse weitete sich auf Galaxien aus und er untersuchte diese im ultravioletten und infraroten Bereich des elektromagnetischen Spektrums.
Da Kodaira ab 1982 Professor am National Astronomical Observatory of Japan war, förderte er das Japan National Large Telescope Project. Aus diesem ging später das Subaru-Teleskop hervor, mit welchem unter anderem eine der frühesten Galaxien in einer Entfernung von etwa 12,88 Milliarden Lichtjahren entdeckt wurde.
Nachdem er das Subaru-Projekt fertiggestellt hatte, förderte er die Entwicklung von ALMA. 
Karl-Schwarzschild-Medaille, 2001.
Kodaira ist derzeit der Direktor des JSPS Bonn Office, der Vertretung der Japan Society for the Promotion of Science in Deutschland.